# Julija Krevsun

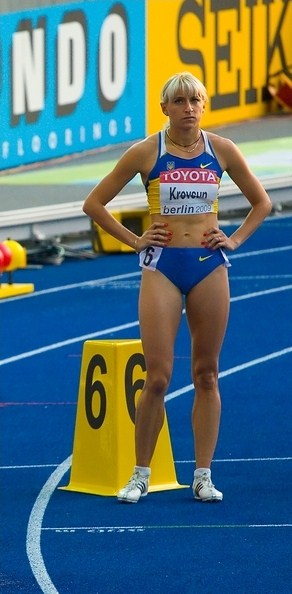
Julija Krevsun

Julija Krevsun, född Gurtovenko den 8 december 1980 i Vinnytsia, Ukrainska SSR, Sovjetunionen är en ukrainsk friidrottare som tävlar i medeldistanslöpning.
Krevsun tävlar huvudsakligen på 800 meter och deltog vid både EM 2002, VM 2003 och 2007 utan att ta sig vidare till finalen. Vid Olympiska sommarspelen 2008 gjorde tog hon sig vidare till finalen där hon slutade sjua på tiden 1.58,73. Hennes prestationer under året gjorde att hon fick en plats vid IAAF World Athletics Final 2008 där hon slutade åtta.

## Personliga rekord
- 800 meter - 1.57,32